# Oedudes roberto
Oedudes roberto är en skalbaggsart som först beskrevs av Fisher 1935.  Oedudes roberto ingår i släktet Oedudes och familjen långhorningar.
Artens utbredningsområde är Kuba. Inga underarter finns listade i Catalogue of Life.